# Onda maskiner
Onda maskiner (originaltitel Trucks) är en novell från 1978 av den amerikanske författaren Stephen King. Novellen utspelar sig på ett litet vägfik, där fem människor sitter gömda, i skräck för de herrelösa maskiner som åker omkring utanför. Bilar, lastbilar och andra fordon kör runt utan förare, troligen i hela världen. Efter ett tag vill fordonen bli tankade, men några bestämmer sig för att slå tillbaka. Boken har också filmatiserat med titeln Maximum Overdrive från 1986.